# Cheirolophus webbianus

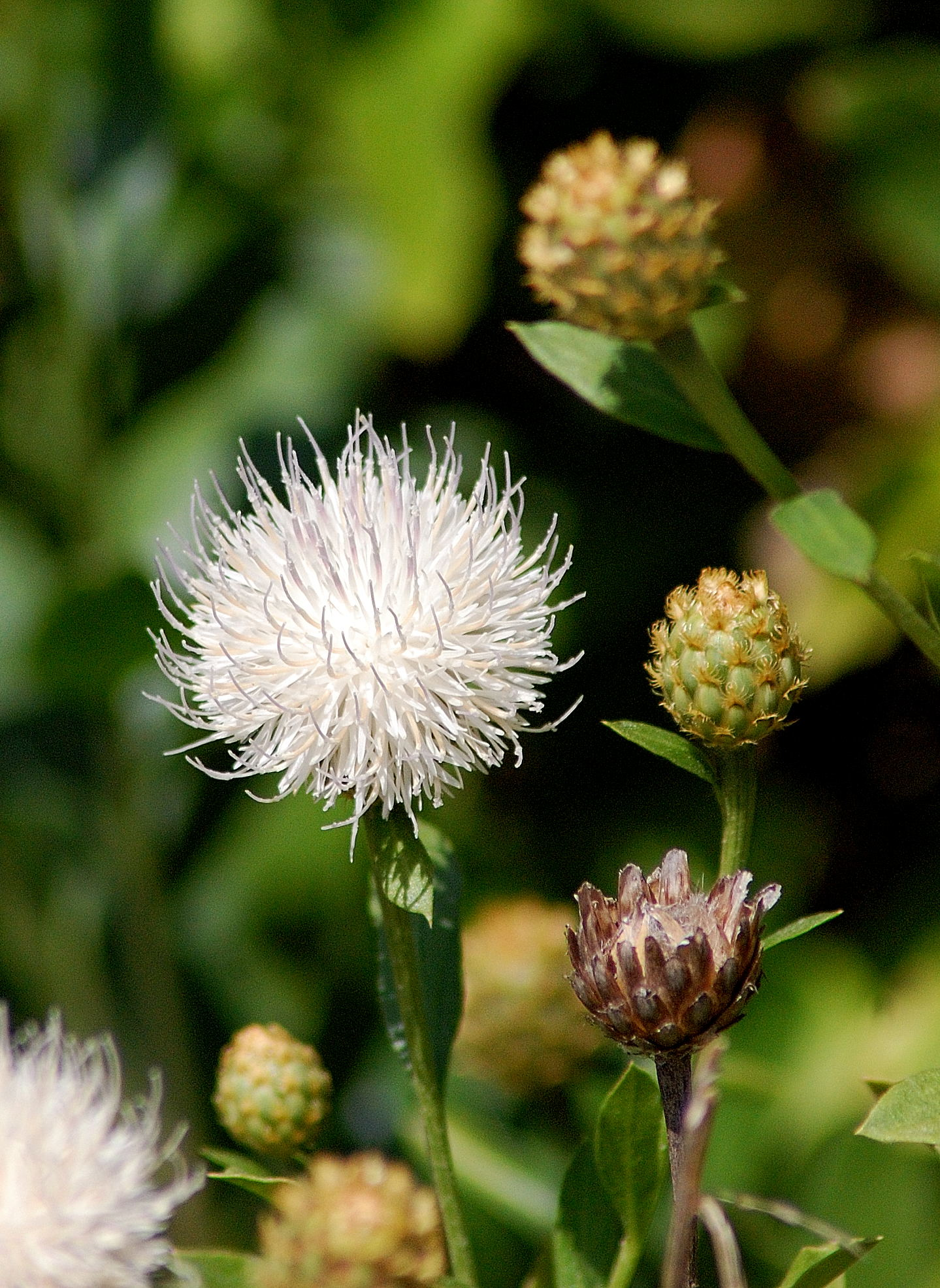
Detall de la inflorescència

Cheirolophus webbianus és una espècie de planta de la família de les Asteràcies, endèmica de l'illa de Tenerife (Costa Nord i Nord-oest des del Valle de la Orotava fins a Buenavista). És un arbust perenne petit de fins a un metre d'alçada, que creix entre els 100 i 400 m d'altitud de manera molt esporàdica. És molt semblant a Cheirolophus tagananensis però es caracteritza per ser una mica més ramificada que aquesta, amb les fulles oblanceolades i amb bràctees involucrals amb apèndixs lacerats, molt curts. Fa inflorescències amb poques flors, essent aquestes de color crema.